# 艾提弓背蚁
艾提弓背蚁（学名：Camponotus aethiops）又称银环弓背蚁，是弓背蚁的一种。

## 栖息
这是一种常见的欧洲物种，分布于德国到意大利，从西班牙到俄罗斯南部。同时也可以在非洲西北部、小亚细亚、高加索、近东、伊朗、阿富汗及哈萨克斯坦找到。 而从生物地理区上来看，该物种则分布在古北界。
该物种栖息在旱热草原和灌木丛中，尤其是在地中海栖息地。巢建在土壤中，并在希腊的松树林、栗子和冷杉混合林、靠近溪流的梧桐林、地中海灌木内部以及高山牧场的石头下观察到过。Pashaei Rad等人于2018年在伊朗的植物和地面上发现过这个物种，当时的降雨量从适中到低。

## 外观描述
该物种是Tanaemyrmex亚属的成员，头部和腹面上有直立的被毛、胫骨略微横向压缩且没有背内侧脊，除了腹侧一排毛外，仅覆盖有压迫的短柔毛，其身体为黑色至红黑色。大型工蚁具有哑光质感的头和胸部。
根据颜色、前足的形状和身体光感的强度描述了几种艾提弓背蚁的不同形态。以色列的标本显示出这些特征的可变性，包括所有东地中海形式的艾提弓背蚁，尽管这些特征并不像原始描述的那么匹配。有一个形态的工蚁类似于var. concava的同型，因为在它们的侧视图中：胸部侧面都有明显的凹陷，且身体黑色，腿呈红色。然而，在其他外貌形态的艾提弓背蚁中，前爪的形状和颜色不同：侧视图上的前爪从明显的凹面到直的，体色从全黑到部分黑色，头部和中胚层深棕色；腿从黑色到铁棕色或棕黄色不等。

## 习性
|     |     |     |     |     | X   | X   | X   |     |      |      |      |
| 1月 | 2月 | 3月 | 4月 | 5月 | 6月 | 7月 | 8月 | 9月 | 10月 | 11月 | 12月 |

该物种群落数量在 2500只工蚁左右。工蚁独自外出觅食。